# Andreas Kögler
Andreas Kögler (* 4. März 1878 in Graz; † 16. Juli 1956 in Zug) war ein österreichischer Bildhauer.

## Leben
Kögler studierte von 1908 bis 1912 an der Wiener Akademie der bildenden Künste Bildhauerei und besuchte anschließend bis 1915 die Spezialschule von Edmund Hellmer. 1920 war er an der Ausstattung der Zürcher Kirche  St. Anton beteiligt und fertigte für die Kanzel vier Bronzereliefs mit den Darstellungen der vier Evangelisten. Über sein Leben und Schaffen ist bislang wenig bekannt. Sicher ist nur, dass er im Jahr 1947 in Wien lebte und im Oktober dieses Jahres nach Zug übersiedelte. Dort entstanden bis zu seinem Tod im Jahr 1956 mehrere Grabdenkmäler.

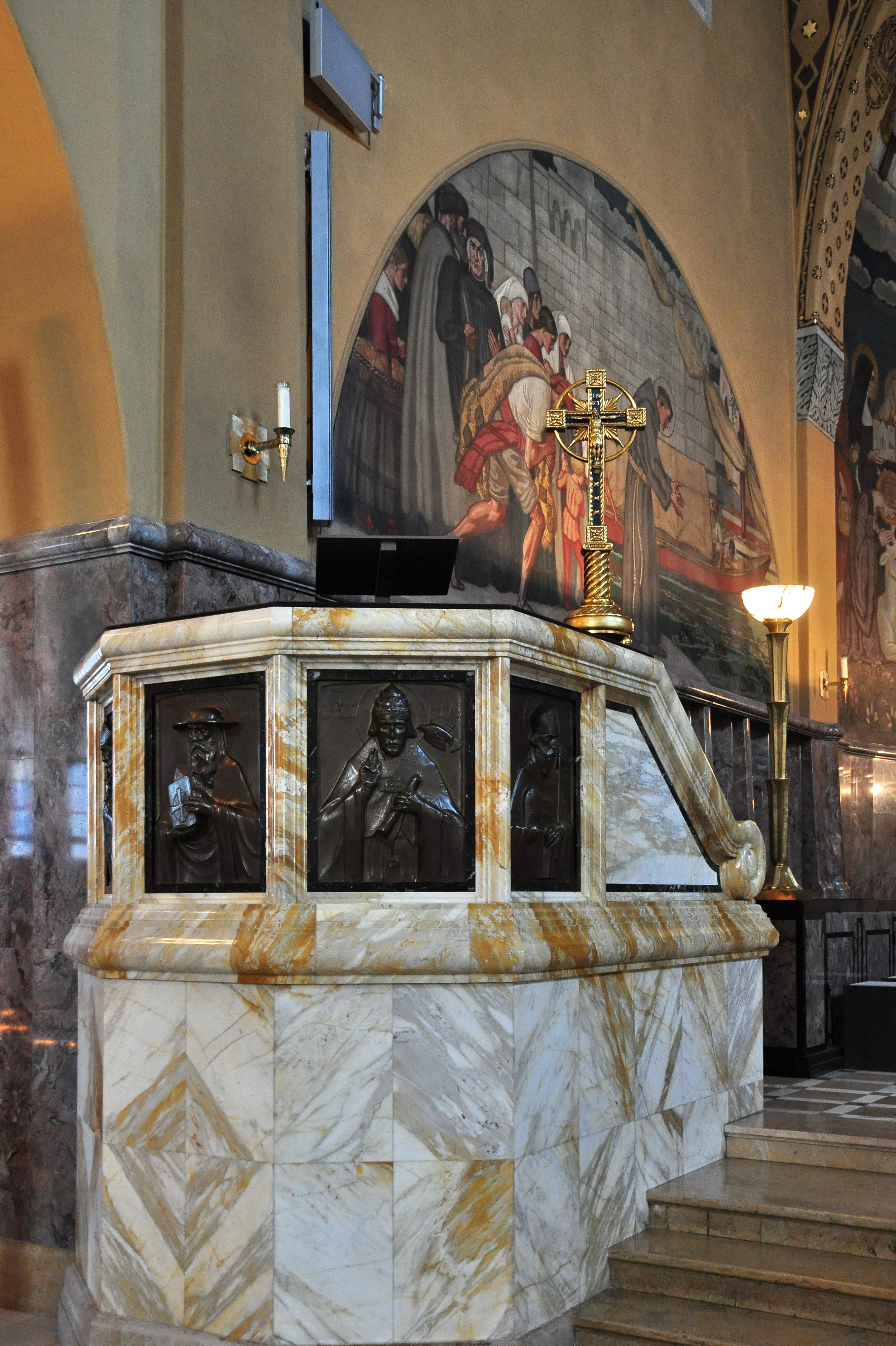
Die Kanzel in St. Anton in Zürich

## Werke
- 1913: Bronzerelief und Porträtrelief am Ehrengrabmal des österreichischen Flugpioniers Wilhelm Kress, Wien, Zentralfriedhof
- 1917: Statuette eines Zugsführers des k. u. k. Infanterieregiments Hoch- und Deutschmeister Nr. 4, Wien, Heeresgesch. Museum.
- 1917: Reliefplakette mit Brustbild v. Oberst Rudolf Dückelmann v. Dublany, Wien, Heeresgesch. Museum.
- 1918: Reliefplakette mit Brustbild v. Feldmarschallleutnant Guido Novak von Arienti, Wien, Heeresgesch. Museum.
- 1956: Brunnenfigur Hechtbrunnen, Zug